# Journée nationale de l'orgasme
 (septembre 2023).
La Journée nationale de l'orgasme est une célébration de l'orgasme sexuel et de la sensibilisation aux questions liées à l'orgasme. Elle est généralement célébrée chaque année le 31 juillet dans le monde entier.
La Journée nationale de l'orgasme est une émanation de la Journée internationale de l'orgasme féminin (le 8 août).

## Célébrations
Les participants à cette journée célèbrent en :
- se donnant un orgasme ;
- se masturbant ;
- sensibilisant à ce qu'est l'orgasme et les moyens d'en avoir un (en particulier aux femmes en raison de la stigmatisation sociale entourant l'orgasme féminin)[1],
- sensibilisant aux bienfaits des orgasmes pour la santé[2],[1] ;
- sensibilisant au fossé de l'orgasme (en)[2] ;
- stimulant la discussion autour de la simulation de l'orgasme (en)[3],[4],[2].